# Сверхскопление Северной Короны
Сверхскопление Северной Короны (англ. Corona Borealis Supercluster) — сверхскопление галактик, находящееся в созвездии Северной Короны. Данное сверхскопление плотное и компактное по сравнению с другими сверхскоплениями, оценки массы находятся в пределах от 0.6 до 12 × 1016 масс Солнца (M⊙). Содержит скопления галактик Abell 2056, Abell 2061, Abell 2065 (наиболее массивное скопление в пределах данного сверхскопления), Abell 2067, Abell 2079, Abell 2089 и Abell 2092. Среди указанных скоплений Abell 2056, 2061, 2065, 2067 и A2089 гравитационно связаны друг с другом и находятся в процессе коллапса в единое массивное скопление, которое будет обладать массой около 1 × 1016 M⊙. В случае наличия массы между скоплениями Abell 2092 также может быть вовлечено в процесс слияния. Сверхскопление по оценкам обладает размерами 100 Мпк × 40 Мпк (330 × 130 млн световых лет). Красное смещение равно 0.07, что соответствует расстоянию около 265,5 Мпк (964 млн световых лет).

## История наблюдений

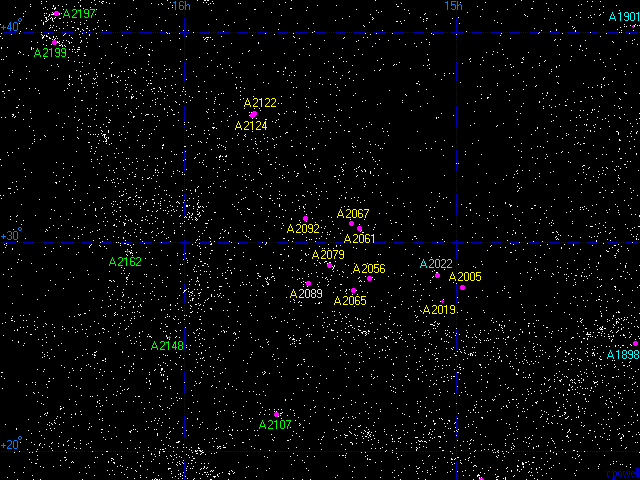
Распределение некоторых скоплений данного сверхскопления

Астрономы Ч. Д. Шейн и К. А. Виртанен открыли область концентрации «внегалактических туманностей» в рамках крупномасштабного обзора внегалактических структур. Дж. Эйбелл первым отметил существование названных им «скоплений второго порядка», то есть скоплений скоплений, в первом издании каталога Эйбелла в 1958 году.
М. Постман и коллеги в 1988 году стали первыми, кто подробно исследовал сверхскопление. По их оценкам масса сверхскопления составляет 8,2 × 1015 масс Солнца; сверхскопление содержит скопления Abell 2061, Abell 2065, Abell 2067, Abell 2079, Abell 2089 и Abell 2092. Abell 2124 находится в 33 Мпк (110 млн световых лет) от центра сверхскопления и некоторыми учёными считается частью этой группы.
Abell 2069 находится близко к сверхскоплению вдоль луча зрения, но реальное расстояние между ними всё же велико.
| Название   | Прямое восхождение (J2000) | Склонение (J2000) | Красное смещение (z) | Расстояние в млн св. лет | Класс богатства |
| ---------- | -------------------------- | ----------------- | -------------------- | ------------------------ | --------------- |
| Abell 2005 | 14ч 58,7м                  | +27° 49′          | 0,0762               | 1025                     | 2               |
| Abell 2019 | 15ч 03,0м                  | +27° 11′          | 0,0795               | 1065                     | 0               |
| Abell 2056 | 15ч 19,2м                  | +28° 16′          | 0,0834               | 1115                     | 1               |
| Abell 2061 | 15ч 21,3м                  | +30° 39′          | 0,0772               | 1035                     | 1               |
| Abell 2065 | 15ч 22,7м                  | +27° 43′          | 0,0714               | 960                      | 2               |
| Abell 2067 | 15ч 23,2м                  | +30° 54′          | 0,0736               | 990                      | 1               |
| Abell 2079 | 15ч 28,1м                  | +28° 53′          | 0,0649               | 875                      | 1               |
| Abell 2089 | 15ч 32,7м                  | +28° 01′          | 0,0720               | 970                      | 1               |
| Abell 2092 | 15ч 33,3м                  | +31° 09′          | 0,0657               | 890                      | 1               |
| Abell 2122 | 15ч 44,5м                  | +36° 08′          | 0,0649               | 875                      | 1               |
| Abell 2124 | 15ч 45,0м                  | +36° 04′          | 0,0649               | 875                      | 1               |